# Universität Sofia

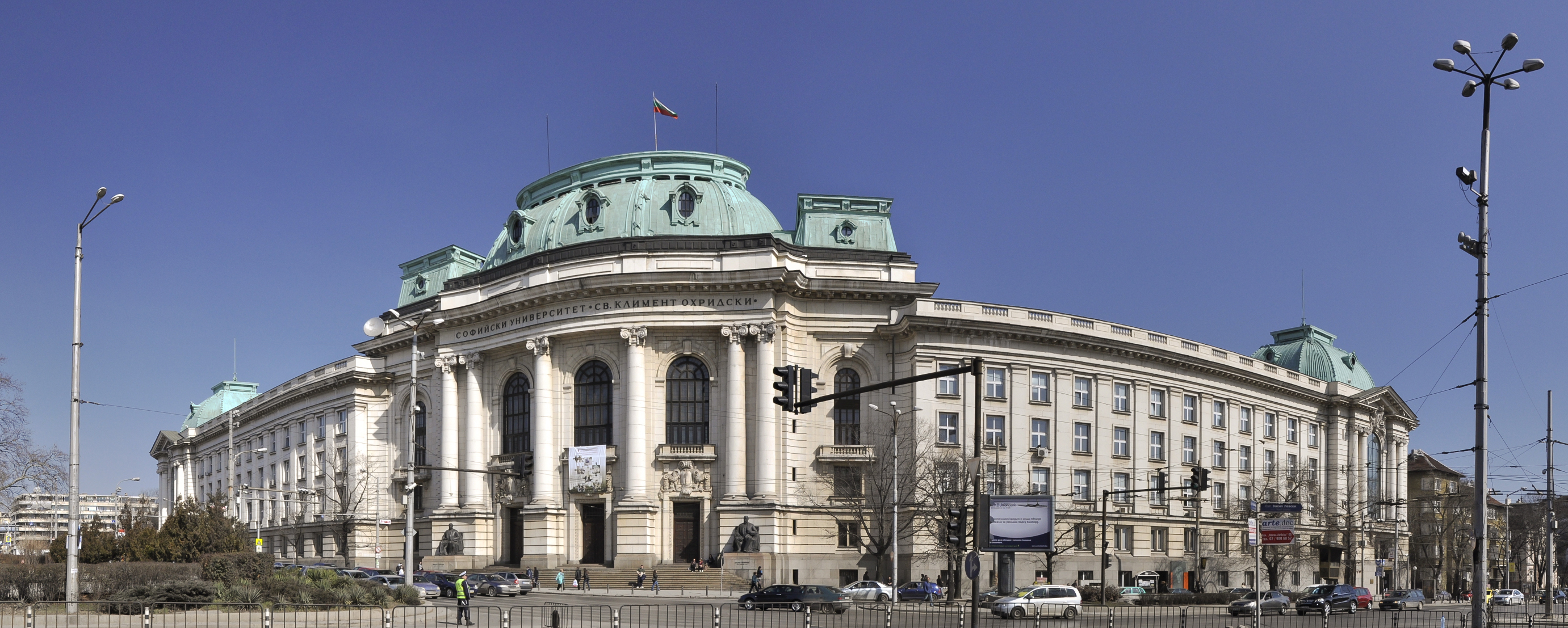
Hauptgebäude der Universität Sofia

Die Universität Sofia „Hl. Kliment von Ohrid“ (bulgarisch Софийски университет „Св. Климент Охридски“ Sofijski uniwersitet „Sw. Kliment Ochridski“) ist mit rund 25.000 Studenten die größte Universität in der bulgarischen Hauptstadt Sofia. Benannt ist sie nach dem Gelehrten und Heiligen Kliment von Ohrid. 

## Geschichte
Die Hochschule wurde am 1. Oktober 1888 gegründet und ist die älteste Universität des Landes. Zunächst gab es nur eine Historisch-Philologische Fakultät. Ein Jahr später kamen die Mathematisch-Naturwissenschaftliche und eine Rechtswissenschaftliche Fakultät dazu. Die Universität ist Mitglied im Netzwerk der Balkan-Universitäten.
Die Universität gliedert sich in 15 Fakultäten:
- Fakultät für Biologie
- Fakultät für Chemie
- Fakultät für Klassische und Moderne Philologie
- Fakultät für Betriebswirtschaft
- Fakultät für Geologie und Geographie
- Fakultät für Geschichte
- Fakultät für Journalismus
- Fakultät für Mathematik und Informatik
- Fakultät für Philosophie
- Fakultät für Physik
- Fakultät für Pädagogik
- Fakultät für Grundschulpädagogik
- Fakultät für Rechtswissenschaften
- Fakultät für Slawistik
- Fakultät für Theologie

Der wissenschaftliche Verlag der Universität trägt ebenfalls den Namen des Heiligen Kliment von Ohrid. Anlässlich ihres 100-jährigen Bestehens im Jahr 1988 wurde die Universität Namensgeberin für die Sofia Mountains, eines Gebirges auf der Alexander-I.-Insel in der Antarktis. Rektor der Universität Sofia ist 2016 Anastas Gerdschikow.